# Wołowskij 2-oj
Wołowskij 2-oj, Wołowskij Wtoroj (ros. Воловский 2-й) – osiedle typu wiejskiego w zachodniej Rosji, w sielsowiecie wierchnieczesnoczeńskim rejonu wołowskiego w obwodzie lipieckim.

## Geografia
Miejscowość położona jest nad ruczajem Czesnocznyj, 1,5 km od centrum administracyjnego sielsowietu wierchnieczesnoczeńskiego (Niżnieje Czesnocznoje), 17 km od centrum administracyjnego rejonu (Wołowo), 128 km od stolicy obwodu (Lipieck).
W granicach miejscowości znajduje się ulica Sadowaja (14 posesji).

## Demografia
W 2012 r. miejscowość liczyła sobie 48 mieszkańców.